# Прва савезна лига Југославије у фудбалу 1979/80.
Прва савезна лига Југославије била је највиши ранг фудбалског такмичења у Југославији 1979/80. године. И педесетдруга сезона по реду у којој се организовало првенство Југославије у фудбалу. Шампион је постала Црвена звезда из Београда, освојивши своју тринаесту шампионску титулу.

## Преглед сезоне
Утакмица 25. кола Хајдук-Црвена звезда на Пољуду 4. маја 1980. је прекинута у 45. минуту због смрти председника СФРЈ Јосипа Броза Тита. У поновљеној утакмици побједила је Црвена звезда 3:1.

## Табела
| Место | Клуб                | мечева | победа | нерешених | пораза | дати голови | примљени голови | гол разлика | бодова |
| ----- | ------------------- | ------ | ------ | --------- | ------ | ----------- | --------------- | ----------- | ------ |
| 1     | Црвена звезда       | 34     | 19     | 10        | 5      | 54          | 26              | +28         | 48     |
| 2     | Сарајево            | 34     | 17     | 7         | 10     | 55          | 41              | +14         | 41     |
| 3     | Раднички Ниш        | 34     | 14     | 11        | 9      | 49          | 32              | +17         | 39     |
| 4     | Напредак Крушевац   | 34     | 17     | 5         | 12     | 56          | 53              | +3          | 39     |
| 5     | Хајдук Сплит        | 34     | 15     | 8         | 11     | 50          | 41              | +9          | 38     |
| 6     | Слобода Тузла       | 34     | 15     | 8         | 11     | 33          | 36              | -3          | 38     |
| 7     | Вардар Скопље       | 34     | 11     | 13        | 10     | 38          | 34              | +4          | 35     |
| 8     | Вележ Мостар        | 34     | 11     | 10        | 13     | 34          | 34              | 0           | 32     |
| 9     | Жељезничар Сарајево | 34     | 14     | 4         | 16     | 45          | 52              | -7          | 32     |
| 10    | НК Ријека           | 34     | 10     | 11        | 13     | 35          | 34              | +1          | 31     |
| 11    | Будућност Титоград  | 34     | 11     | 9         | 14     | 45          | 56              | -11         | 31     |
| 12    | Динамо Загреб       | 34     | 11     | 7         | 16     | 35          | 38              | -3          | 29     |
| 13    | Партизан            | 34     | 8      | 13        | 13     | 32          | 39              | -7          | 29     |
| 14    | Борац Бања Лука     | 34     | 9      | 11        | 14     | 43          | 51              | -8          | 29     |
| 15    | Олимпија Љубљана    | 34     | 9      | 11        | 14     | 39          | 47              | -8          | 29     |
| 16    | Војводина           | 34     | 11     | 7         | 16     | 34          | 53              | -16         | 29     |
| 17    | НК Осијек           | 34     | 8      | 12        | 14     | 32          | 39              | -7          | 28     |
| 18    | Челик Зеница        | 34     | 5      | 12        | 17     | 30          | 55              | -25         | 22     |
| -     | ОФК Београд         | -      | -      | -         | -      | -           | -               | -           | -      |
| -     | НК Загреб           | -      | -      | -         | -      | -           | -               | -           | -      |

Најбољи стрелци:
- Сафет Сушић (Сарајево) - 17
- Драгољуб Костић (Напредак Крушевац) - 17

|  | Куп европских шампиона   |
|  | Куп УЕФА                 |
|  | Куп победника купова     |
|  | испали из прве лиге      |
|  | пласирали се у прву лигу |

## Састави екипа
| Екипа         | Играчи | Тренер               |
| ------------- | --- | -------------------- |
| Црвена звезда | Сребренко Репчић (33/7), Цвијетин Благојевић (31/2), Милан Јовин (31/1), Душан Савић (28/11), Владимир Петровић (28/5), Милош Шестић (28/4), Златко Крмпотић (25/0), Зоран Филиповић (24/6), Здравко Боровница (24/0), Недељко Милосављевић (23/3), Живан Љуковчан (23/0), Иван Јуришић (19/0), Драган Милетовић (18/0), Душан Николић (16/1), Славољуб Муслин (15/0), Ђорђе Миловановић (14/3), Бошко Ђуровски (14/1), Никола Јовановић (14/0), Александар Стојановић (11/0), Радомир Савић (9/3), Србољуб Стаменковић (1/0), Зоран Митић (1/0), Борисав Митровић (1/0)                                                                             | Бранко Станковић     |
| Сарајево      | Сафет Сушић 34/17, Предраг Пашић 33/5, Желимир Видовић 33/3, Нијаз Ферхатовић 31/6, Фарук Хаџибегић 29/3, Ненад Видаковић 29/1, Мехмед Јањош 26/3, Слободан Јањуш 26, Зоран Лукић 25/1, Вахид Авдић 23/4, Нијаз Мердановић 21/1, Нихад Милак 20/1, Агим Николић 20/1, Харис Смајић 17/2, Сенад Мердановић 10/2, Ферид Радељаш 10, Анте Рајковић 9, Ирфан Ханџић 8, Мирза Капетановић 8, Давор Јозић 6/1, Сеад Хоџић 6, Драган Ђурић 6, Хусреф Мусемић 2 | Фуад Музуровић       |
| Раднички      | Драган Пантелић 33/7, Бранислав Ђорђевић 33/3, Миодраг Стојиљковић 30/8, Душан Митошевић 28/9, Зоран Мартиновић 28/5, Александар Панајотовић 28/4, Славољуб Николић 27/6, Милован Обрадовић 27/1, Драган Радосављевић 24/1, Слободан Халиловић 21, Мирослав Симоновић 19/1, Мирослав Алексић 16/2, Мирослав Војиновић 16, Иван Станковић 14/2, Томислав Николић 13, Бојан Аврамовић 13, Драган Грчић 7, Миодраг Савић 6, Братислав Ринчић 6, Мирослав Стајић 5, Сава Обрадовић 3, Зоран Миленковић 3, Драган Васовић 2, Горан Маринковић 2, Стеван Андрејевић 2, Милош Дризић 2, Драгослав Перић 2, Горан Никетић 1, Ранко Вулић 1, Иван Јовановић 1 | Душан Ненковић       |
| Напредак      | Драгољуб Костић 34/17, Зоран Симовић 33, Новица Костић 32/1, Небојша Карамарковић 32, Милијан Тупајић 32, Душан Пешић 31/3, Миленко Рајковић 31, Жељко Јањанин 30/3, Зоран Панић 29/8, Милан Бабић 29/4, Милорад Јовановић 20/2, Петар Трипковић 17, Драган Милојевић 14, Миломир Јаковљевић 10/1, Недељко Лукач 10, Миладин Пештерац 10, Ешреф Јашаревић 9, Томислав Момировић 8, Енвер Хето 7/1, Драган Којовић 6, Драган Томић 1, Звонимир Петровић 1, В.Раичевић 1, Стеван Комљеновић 1, Шпиро Ћосић 1 | Томислав Калоперовић |
| Хајдук        | Мишо Крстичевић 33/8, Бориша Ђорђевић 32/8, Шиме Лукетин 30, Боро Приморац 29/8, Златко Вујовић 28/11, Ненад Шалов 28/2, Зоран Вујовић 26/3, Дражен Мужинић 25/1, Давор Чоп 21/4, Ивица Шурјак 20/2, Иван Гудељ 20/2, Ведран Рожић 20, Иван Будимчевић 17, Никица Цукров 15, Иван Пудар 14, Мићун Јованић 13, Младен Богдановић 11/1, Дамир Маричић 10/2, Роберт Јуричко 8, Лука Перузовић 4, Марио Ћутук 4, Иван Каталинић 3, Стојан Мамић 2, Ивица Матковић 1, Иво Шепаровић 1, Зоран Вулић 1 | Томислав Ивић        |
| Слобода       | Мерсад Ковачевић 33/12, Неврес Гогић 33/2, Неџад Верлашевић 33, Нихад Мујезиновић 30/2, Фуад Мулахасановић 29/5, Горан Миљановић 29/4, Сеад Сарајлић 28/5, Мидхат Смаилагић 26, Зоран Малишевић 25, Зоран Томић 24/6, Ризах Мешковић 18, Сенад Ибрић 18, Јован Геца 16/2, Исмет Хаџић 16, Мирза Хаџић 14, Џевад Шећербеговић 13, Гордан Џафић 12/3, Рифат Мехиновић 12/3, Мидхат Мемишевић 12, Слободан Петровић 6, Јасмин Диванефендић 2 | Ђорђе Герум          |
| Вардар        | Драган Симеуновић 32, Васил Рингов 31/10, Зоран Банковић 31/1, Влатко Димитровски 31, Ђорђе Јовановски 30/1, Драган Павловић 29/5, Кочо Димитровски 27, Ристо Глигоровски 26/8, Сандре Маневски 22/7, Борче Мицевски 22/5, Мирослав Драганић 20, Жарко Оџаков 18, Ђорђе Тодоровски 17/2, Зоран Тасевски 17, Павел Георијевски 15/3, Петар Груевски 14, Ордан Најдов 11, Владо Тортевски 7, Менсур Неџипи 7, Љубомир Рајчевски 6/1, Атанас Грнчаров 5, Драгомир Мутибарић 3, Љупчо Георгијевски 1, Стојанчо Златановски 1 | Стјепан Бобек        |
| Вележ         | Енвер Марић 34/1, Владимир Скочајић 32/3, Џемал Хаџиабдић 32/1, Владимир Матијевић 30/3, Ибрахим Јакиревић 29, Дубравко Ледић 28/1, Драгомир Окука 27/12, Веселин Ђурасовић 26/1, Владимир Ћутук 24/1, Авдо Калајџић 23, Блаж Слишковић 22/5, Сенадин Слато 22/1, Ненад Биједић 21/5, Миомир Метер 14, Вахид Халилхоџић 11/9, Аднан Међедовић 10, Обрен Вукићевић 9, Мирсад Мулахасановић 9, Хасан Шкрбо 8, Боривоје Лучић 4, Дарко Марић 4, Џемал Дилберовић 3, Александар Мичић 1, Борко Јовановић 1 | Вукашин Вишњевац     |
| Жељезничар    | Иван Лушић 33/9, Владо Комшић 32/7, Хајрудин Сарачевић 32/4, Раде Паприца 31/8, Бранислав Берјан 30, Јосип Чилић 29/1, Мехмед Баждаревић 28/2, Никола Никић 24/3, Стојанче Идић 23, Ненад Старовлах 22, Душко Ивановић 20/2, Един Бахтић 20/2, Драгомир Влашки 17, Славко Његуш 16, Миломир Одовић 15, Слободан Којовић 11/1, Зоран Чуљак 8, Сенад Арнаутовић 6, Синиша Ашкраба 5/1, Антон Грабо 5, Иван Цвитанушић 5, Драган Самарџија 3, Мирсад Баљић 3, Мише Мијић 2, Зоран Матковић 2, Владо Чапљић 1 | Борис Брачуљ         |
| Ријека        | Срећко Јуричић 32, Мауро Равнић 30, Милан Радовић 29/10, Сергио Макин 28, Едмонд Томић 26/8, Милан Ружић 26/5, Милош Хрстић 24/1, Иве Јеролимов 24/1, Жељко Мијач 21/2, Никица Миленковић 18, Мирослав Шугар 17, Никица Цукров 16/1, Звијездан Радин 16, Душан Лукић 16, Милан Бачваревић 15/1, Дамир Десница 13/1, Адриано Фегиц 11/1, Жељко Николић 11/1, Драгољуб Бурсаћ 10/2, Сава Филиповић 9, Жељко Маретић 8, Небојша Петровић 5, Нашет Жавели 3, Ненад Грачан 3, Младен Пршо 2, Радојко Аврамовић 1, Дарко Перанић 1, Младен Стипанчић 1, Раде Љепојевић 1                                                                                   | Мирослав Блажевић    |
| Будућност     | Мирко Радиновић 33/5, Василије Јовановић 31/2, Славко Влаховић 31, Јанко Мирочевић 30, Драган Вујовић 28/10, Момир Бакрач 28, Анто Мирочевић 27/3, Зоран Воротовић 26/3, Жарко Вукчевић 25/2, Момчило Вујачић 21, Војислав Вукчевић 19/1, Зоран Батровић 17, Мојаш Радоњић 16/4, Петар Љумовић 15, Зоран Митић 13, Ранко Цакић 13, Бранислав Дробњак 10/1, Владимир Мартиновић 9/2, Дервиш Хаџиосмановић 9, Зоран Џанкић 5, Жарко Павићевић 5, Иван Радовић 4, Василије Калезић 4, Зоран Вулетић 1 | Драгутин Спасојевић  |
| Динамо        | Златко Крањчар 32/14, Срећко Богдан 32/1, Петар Бручић 31/1, Марио Бонић 28/4, Рајко Јањанин 27/2, Џемал Мустеданагић 27, Марко Млинарић 24/3, Милан Ћаласан 21/5, Бранко Девчић 21, Чедомир Јовичевић 19, Желимир Стинчић 17, Томислав Ивковић 17, Исмет Хаџић 15, Рајко Вујадиновић 14/1, Драган Бошњак 14/1, Марин Куртела 14, Велимир Зајец 13, Сњежан Церин 12/6, Бранко Туцак 11, Стјепан Деверић 10/4, Ивица Пољак 9, Драго Думбовић 6/1, Радимир Бобинац 3, Савко Марић 3, Јосип Куже 3, Стојан Стевановић 2 | Влатко Марковић      |
| Партизан      | Никица Клинчарски 33/3, Слободан Павковић 32/1, Звонко Варга 30/9, Звонко Живковић 29/2, Ненад Стојковић 29, Борислав Ђуровић 28/1, Александар Трифуновић 26, Јусуф Хатунић 26, Момчило Вукотић 24/5, Џевад Прекази 23/4, Раде Залад 23, Решад Куновац 22/1, Слободан Сантрач 18/4, Владимир Јоцић 15, Радмило Иванчевић 12, Томислав Ковачевић 10, Милош Ђелмаш 9, Илија Завишић 9, Павле Грубјешић 6, Владимир Лазичић 5, Миодраг Стевановић 5, Сеад Машић 5, Аранђел Тодоровић 3, Бошко Ђорђевић 2, Зоран Никитовић 1, Милован Јовић 1, Миодраг Радовић 1, Рефик Козић 1, Адмир Смајић 1                                                          | Јосип Дуванчић       |
| Борац         | Берислав Буковић 34, Хикмет Кушмић 33/2, Владо Котур 32/4, Златан Арнаутовић 29/3, Мирсад Сејдић 29/2, Иван Беди 28/4, Слободан Каралић 27, Миодраг Ђурђевић 27, Изет Реџепагић 25/2, Мухамед Ибрахимбеговић 23/9, Драго Богојевић 21/1, Драган Марјановић 19/4, Бакир Шалак 16, Сеад Челебић 15/1, Ненад Лазић 13, Абид Ковачевић 11/1, Предраг Куртеш 11, Фуад Ђулић 9, Слободан Куљанин 9, Менсур Бајагиловић 6, Кемал Бехарић 4, Џевад Кресо 3, Владимир Тодоровић 2, Звонко Видачак 2, Дамир Хоџић 1 | Мирко Базић          |
| Олимпија      | Михајло Петровић 33/3, Бранислав Бошњак 32/1, Вили Амершек 30/7, Јанез Вољч 30/6, Јасмин Хајдук 30/2, Данило Пердув 29, Петер Амершек 24, Бранко Шаренац 22, Сабахудин Вугдалић 22, Тоне Рожич 19/1, Предраг Томић 19, Мехмед Буза 18/4, Зденко Искра 18/2, Драгољуб Љиљак 16/1, Дарко Домаденик 15/1, Звоне Терчич 14/1, Илија Савовић 13/1, Љубиша Далановић 12, Вукадин Лаловић 12, Марко Елснер 6, Данило Мандић 2, Раде Вујновић 1 | Душан Варагић        |
| Војводина     | Ђорђе Вујков 32/2, Владан Димитрић 28, Владимир Трифуновић 26, Јосиф Илић 25/4, Златомир Мићановић 23/8, Драган Тодоровић 23/2, Ратко Свилар 21, Ђорђе Ћурчић 20/1, Лазар Грубор 20, Рајко Вујадиновић 17/4, Чедомир Мићовић 16, Бранислав Новаковић 15/3, Милован Рајевац 15, Зоран Марић 13/2, Драган Бошњак 13/1, Петар Никезић 12/3, Стеван Комљеновић 12/1, Милан Петровић 12, Васа Рутоњски 12, Шандор Нађ 11/1, Лабуд Пејовић 7, Златко Мајер 6, Славко Личинар 5, Драган Шипка 5, Милан Ичин 5, Драган Јаблан 4, Зоран Ђуровић 4, Лазар Радојчић 3/1, Милорад Косановић 3, Шандор Мокуш 3, Јожеф Фабри 2, Милорад Пилиповић 2, Ј. Трнић 2    | Марко Валок          |
| Осијек        | Ивица Миљковић 31/1, Мустафа Хукић 30/3, Ратомир Дујковић 30, Горан Поповић 28/1, Срећко Хуљић 26, Маринко Сумић 25/3, Иван Радић 24/5, Стјепан Чордаш 24/3, Лука Дилбер 21/3, Иван Марас 21/1, Ивица Грња 19/2, Жељко Родић 19, Иван Шмудла 17, Миле Думанчић 16, Лука Костић 16, Ивица Матковић 15/1, Иван Лукачевић 14/4, Илија Ивковић 14/1, Марио Бајтл 9, Мирко Лулић 8, Душан Алемпић 4, Мирко Шкрињар 3, Иван Шимић 3, Јосип Лукачевић 2, Миленко Дмитровић 1, Стипо Петровић 1 | Андрија Векић        |
| Челик         | Јасмин Градинчић 30/1, Миодраг Тешић 30, Ибрахим Зукановић 29, Ранко Ђорђић 28/12, Сеад Прелџић 27, Раде Радуловић 26/4, Бранислав Карач 26/3, Златко Јуричевић 26, Марин Блоудек 25, Светислав Пердув 22, Селвер Ибрахимовић 19, Горан Пелеш 17, Звонко Видачак 16, Рајко Продановић 15, Милојица Трипковић 14, Енес Дедић 13, Драган Стојиљковић 12, Златко Маршалек 9, Сеад Хоџић 7/1, Радомир Радош 6, Спасо Папић 1, Мухарем Самарџић 1 |                      |